# Mutaween
Mutaween ( árabe : المطوعين, مطوعية, muṭawwi) é a polícia religiosa autorizada e reconhecida pelo Governo da Arábia Saudita. Também são organizações de policia religiosas em outros  Países islâmicos, como no Irã, Sudão, na atual Faixa de Gaza, e no extinto Emirado Islâmico do Afeganistão, com reconhecimento formal para aplicar a lei da Charia.

## Etimologia
"Mutaween" (plural;  mutawa) originalmente era sinônimo casual para a polícia religiosa da Arábia Saudita. Na Arábia Saudita, o termo formal para a polícia religiosa saudita é  هيئة "hay'ah", que em árabe significa "comissão", sendo esta uma versão abreviada de "Comissão para a Promoção da Virtude e Prevenção do Vício", que serve como infra-estrutura de proselitismo e aplicação de princípios islâmicos.
A palavra mutaween ( com grafias variantes do inglês: mutawwain, muttawa, mutawa'ah, mutawi) significando literalmente, "voluntários" no idioma árabe é comumente usada pela polícia religiosa da Arábia Saudita. O conceito pode ter sido originado a partir do Wahhabismo na Arábia Saudita.

## Outros usos
No mundo árabe muçulmano o significado mais tradicional de mutaween é " homem  piedoso" e geralmente se refere a qualquer homem muçulmano que se "voluntária" em adotar todas as ortodoxias do Islã, inclusive as não-obrigatórias, (referindo-se às práticas não vinculativas do Profeta Muhammad ) tais como as orações (salá ) ou dar mais caridade (sadaqah) além do obrigatória  (zakat) ). 

## Mutaween na Arábia Saudita
Os Mutawa na Arábia Saudita são encarregados de fazer cumprir a Sharia como definido pelo governo, especificamente pelo Comissão para a Promoção da Virtude e Prevenção do Vício  (CPVPV). Os Mutawa do CPVPV consistem em "mais de 3.500 funcionários, além de milhares de voluntários ... muitas vezes acompanhado por uma escolta policial." Eles têm o poder de prender homens e mulheres, não da mesma família, pegos em socialização, qualquer pessoa envolvida em comportamento homossexual  ou  prostituição,  para impor códigos de vestimento islâmicos, e fechamentos de lojas durante o tempo de oração.
Eles impõem  leis dietéticas muçulmanas, como proibir o consumo e venda de bebidas alcoólicas e de carne de porco, e apreender produtos proibidos de consumo e mídia considerados anti-islamicos (como CDs / DVDs de vários grupos musicais ocidentais, programas de televisão e filmes que tem material contrário a Xaria ou ao próprio Islã). Além disso, eles ativamente impedem a prática ou proselitismo de outras religiões na Arábia Saudita, por serem proibidas.
Entre as coisas que os "Mutawa" tem sido criticados é o uso de chicotadas para punir os infratores, a proibição de troca de presentes no  Dia dos Namorados, e de prenderem padres por celebrarem a missa.
Talvez o incidente mais grave e amplamente criticado atribuído a eles ocorreu em 11 de marco de 2002, quando impediram a saida das estudantes de uma escola em chamas em Meca,  porque as meninas não estavam usando véus e abayas (túnicas pretas), e por não estarem acompanhadas por um guardião do sexo masculino. Quinze meninas morreram e 50 ficaram feridas como resultado.

Em junho de 2007, depois de vir sob forte pressão para a morte de duas pessoas sob sua custódia, em menos de duas semanas o CPVPV anunciou  "a criação de um departamento de regras e regulamentos" para regular as atividades dos membros em conformidade com a lei.